# Fort Nashwaak
El Fort Nashwaak (en inglés: Fort Nashwaak o bien Fort St. Joseph, también en francés: fort Saint-Joseph) fue la capital de Acadia y ahora es un sitio histórico nacional de Canadá en la actual Fredericton, provincia de Nuevo Brunswick, al este de Canadá. Se encuentra estratégicamente ubicado en el río San Juan y cerca de la aldea nativa de Fort Meductic construida con fines militares.
La fortaleza fue construida durante la guerra del rey Guillermo tras la derrota de la capital de Acadia en Port Royal. En 1691-1692, el gobernador de Acadia Joseph de Villebon construyó Fort Nashwaak en Nashwaaksis en el lado norte del río de San Juan en la desembocadura del río Nashwaak. Sustituyó a Fort Jemseg (que había sustituido a Port Royal) como la capital de Acadia.
En 1696 los británicos hicieron un intento de asedio de la capital. Después de la muerte de De Villebon en 1700 y una inundación devastadora, el fuerte fue abandonado.
El sitio de la antigua fortaleza fue designado un sitio histórico nacional en 1924.